# 第一代达费林和阿瓦侯爵弗雷德里克·汉密尔顿-坦普尔-布莱克伍德

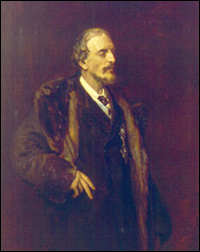
弗雷德里克·汉密尔顿-坦普尔-布莱克伍德，第一代达费林和阿瓦侯爵

弗雷德里克·坦普尔·汉密尔顿-坦普尔-布莱克伍德，第一代达费林和阿瓦侯爵（英語：Frederick Temple Hamilton-Temple Blackwood, 1st Marquess of Dufferin and Ava，1826年6月21日—1902年2月12日），KP，GCB，GCSI，GCMG，GCIE，PC，英國外交家，曾任加拿大總督和印度总督。為第四代達費林男爵之子，曾就讀於伊頓公學與牛津大學基督堂學院。